# فرودگاه محلی شهرستان لئا
فرودگاه محلی شهرستان لئا (به انگلیسی: Lea County Regional Airport) یک فرودگاه همگانی با کد یاتا HOB است که یک باند فرود آسفالت دارد و طول باند آن ۲۲۵۵ متر است. این فرودگاه در کشور ایالات متحده آمریکا قرار دارد و در ارتفاع ۱۱۱۵٫۹ متری از سطح دریا واقع شده است.